# سيباستيان بيدرسن
سيباستيان بيدرسن (بالنرويجية البوكمول: Sebastian Pedersen)‏ (8 يونيو 1999 في النرويج - ) هو لاعب كرة قدم نرويجي في مركز الهجوم. لعب مع Hamarkameratene ‏.

## وصلات خارجية
- سيباستيان بيدرسن على موقع اتحاد النرويج (النرويجية)
- سيباستيان بيدرسن على موقع قاعدة بيانات كرة القدم.إي يو (الإنجليزية)
- سيباستيان بيدرسن على موقع Soccerway.com (الإنجليزية)